# Eurepella jillangolo
Eurepella jillangolo är en insektsart som beskrevs av Otte, D. och R.D. Alexander 1983. Eurepella jillangolo ingår i släktet Eurepella och familjen syrsor. Inga underarter finns listade i Catalogue of Life.